# 広瀬香美
広瀬 香美（ひろせ こうみ、1966年4月12日 - ）は、日本のシンガーソングライター、作詞家、作曲家、編曲家、音楽プロデューサー、ボイストレーナー。福岡県筑紫野市出身。血液型O型。Muse Endeavor inc.所属で、JVCケンウッド・ビクターエンタテインメントと契約。

## 概要
日本の国立音楽大学に通いながら、ロサンゼルスにて、マイケル・ジャクソン、ダイアナ・ロス、ホイットニー・ヒューストンのヴォイス・トレーナーであるセス・リッグスに師事し、大学卒業後もロサンゼルスでトレーニングしながら作曲家を目指した。
米国滞在中に制作した自作のデモ音源がレコード会社の耳に留まり、各レコード会社争奪のなか、ビクター音楽産業（現・JVCケンウッド・ビクターエンタテインメント）より1992年にデビューした。1枚目のシングル「愛があれば大丈夫」を発表後、「ロマンスの神様」（175万枚）、ベストアルバム『広瀬香美 THE BEST "Love Winters"』（240万枚）などが次々と大ヒットを記録する。
2002年、初の全国ツアーにて日本武道館公演を成功させた。
広い音域をカバーする透明感のある声質と、ボーカル曲らしくない複雑なメロディーのボーカル曲が特徴。
冬の楽曲でブレークしたことから、「冬の女王」という異名を持つ。

## 来歴

### 生い立ち
和歌山県東牟婁郡那智勝浦町で生まれる。6歳まで大阪府門真市で育った。6歳から福岡県育ち。父は建設関係の職業であった。
親の方針で3歳の頃からクラシック音楽の英才教育を受け、6歳の頃には作曲も始めていた。「手に職を付けてもらいたい」という母の意向で、4歳からピアノ、そして5歳から和声学などクラシック音楽の作曲法を習い始めた。練習をしなければ夕食抜きになるなど、学習は非常に過酷であった。第1号作品を完成させたのは6歳で、タイトルは「パパとママ」である（この曲は2001年から2002年に行われた初めてのコンサートツアーで弾き語りにより披露された）。
初めて買ったレコードはバッハの『マタイ受難曲』。「この作品には作曲法が詰まっていて、作曲のルールを身につけるための勉強になるから」という先生からの教えで、夕食中などにも聴き続けていた。

### 学生時代
小・中学生の頃が自身の作曲家人生のピークだったと本人が語っている。日夜、夢の中でもひたすらメロディを考え、頭の中に浮かべ続けていたという。新しいメロディが浮ぶと、その場ですぐ紙に五線譜を書いてメモを取っていた。後年に広瀬が発表した楽曲の中には、こうして子供時代に作ったメロディを使ったものも多い。元々人が歌うのではなく、ピアノやヴァイオリンなどの器楽曲として書いたものだったことは、メロディの起伏が激しいという特徴につながっている。
中学、高校生時代にはよく通学中に作曲していたという。「ロマンスの神様」のサビ以外の部分は西鉄井尻駅前バス停で、「愛があれば大丈夫」のサビは井尻六ツ角交差点の歩道橋の上で作られた。東京の音大を目指し、地元福岡での勉強に加えて2週間に1度は飛行機で東京にレッスンに通っていた。
福岡女学院中学校・高等学校（音楽科）卒業後、国立音楽大学音楽学部作曲学科に進学する。しかし学科内での成績は悪く、講師から「何になりたい?」と尋ねられて「作曲家」と答えるも「無理」と言われた。

### ヴォイストレーニングのため渡米
幼少期から養った音楽理論と自身の夢を否定された広瀬は、気分転換を兼ねて高校時代の友人を訪ねるためロサンゼルス（LA）へと旅立った。そこで、マイケル・ジャクソンやマドンナのライブを観て感激し、ポップ・ミュージックに目覚める。「自分が書き溜めてきたクラシックの楽曲を編曲して、マイケル・ジャクソンが歌ったら売れるのでは」と考え、「マイケルに楽曲提供したい」という夢が生まれた。そして夢に少しでも近づくためポップ・ミュージックの勉強を開始、広瀬にとって大きな転機となった。
渡米後、友人のつてで、目標としていたマイケル・ジャクソンのヴォイストレーナーであるセス・リッグスのオーディションを受ける。そこでマイケルに少しでも近づくため、作曲やプロデュースの勉強をさせてくれないかと直訴した。結果、歌ものの曲を書きたいのならと、ボーカルトレーニングも受けておくことを勧められ、東洋人で初めての合格者となり約3年間師事する。
トレーニング修了後、LA在住の日本人ギタリスト平野T.J.ヨーイチと出会う。平野は広瀬の才能を高く評価し、日本デビューに向けてデモテープを制作した（平野は後に、広瀬の所属事務所「オフィスサーティー」の代表取締役となるが、2018年に広瀬の移籍問題があり裁判で争うことになる）。

### シンガーソングライターとしてデビュー
そして帰国後、多数のレコード会社にデモテープを送付、そのデモテープがビクター音楽産業（現・ビクターエンタテインメント）のプロデューサー田村充義の目に止まり、同社から作曲家に留まらず、シンガーソングライターとしてのデビューが決定した。
1992年7月、アルバム『Bingo!』でデビュー、同年12月には1枚目のシングル「愛があれば大丈夫」をリリースした。2枚目のシングルも出したものの、「二人のBirthday」はオリコンチャート圏外とふるわず、以降の新曲リリースについて所属事務所とレコード会社は乗り気ではなかった。そこで、スキー用品店「アルペン」が費用を折半する形で制作に着手、広瀬を再度売り出すことにした。
翌1993年に、アルペンのCMソングになった3枚目のシングル「ロマンスの神様」は、オリコンチャートで約175万枚の大ヒットとなりブレイクした。上記のような経緯から、以降はアルペンが広瀬のCMタイアップの9割を占めるようになり、それ以降タイアップ効果も伴い、「幸せをつかみたい」「ゲレンデがとけるほど恋したい」「promise」など数々のヒット曲を生み出す。
冬にヒットする曲が多いことから「冬の女王」とも呼ばれるが、ヒットした曲が多いアルペンのCMソングやウインターソングなどは実は一年中温暖なロサンゼルスで書いている。また、本人はウインタースポーツも全くせず、これら冬の曲を作るのは大変だったということで、部屋中に雪の風景の写真集を広げたり、舞台が冬の映画を観たり、冷房を強めにして寒さを体感しながら曲を書いたという。夏の方が身近なロサンゼルスに住んでいれば、冬が特別な季節に感じられるとも話している。ちなみに広瀬は、自身のシングル「夏だモン」や広末涼子に提供した「summer sunset」など夏の曲も相当数書いている。
教育現場においては、1999年、独自のメソッドを提唱するヴォイス・トレーニングやヴォーカル・レッスンを行う「Do Dream」を開校、自ら校長を務めていた。また母校と同系列校である福岡女学院大学で客員教授としても教鞭を執っている。

### 2000年代
2009年7月19日に、親交のあった勝間和代の勧めにより、Twitterのアカウントを取得する。同年11月13日には、日本人メジャーアーティストとしては初となるTwitterコンサートを開催した。Twitter上のみで観客を募集（募集定員もTwitterの文字数制限にちなんで140人）、当日は観客による会場からのTwitter実況を許可、広瀬本人のMCもTwitterでのみ行われ、歌声と時々笑いが起きる以外はほとんど沈黙状態というコンサートとなった。またTwitter上でのやり取りを通じ、「ビバ☆シリーズ」と称して「ビバ☆ヒウィッヒヒー」など5曲を作曲して自身のブログやYouTubeのビクター公式チャンネルで配信、2009年12月にはそれらを収録した『ビバ☆ベスト』がPC配信限定アルバムとして発売された。Twitterの発展に大きく貢献した。

### 2010年代
2010年1月20日、NHK総合『スタジオパークからこんにちは』にゲスト出演し、同局で同日夜に放送された『SONGS』のロケで初めてゲレンデに行った。「冬の女王」と呼ばれているため「ゲレンデには行かないの?」と聞かれた時は「忙しいから行けない」と答えていたが、放送で「冬が苦手なんです」と告白した。2010年10月4日から、ニッポン放送他全国35局ネットで冠番組『広瀬香美 ラジオdeフォロ〜ミ〜』がスタート、初めて全国ネットのレギュラーラジオ番組を持った（翌年春改編で終了）。2010年11月16日に、東京工科大学で広瀬本人と同大学学生が、Twitterを使用し相互につぶやきながらの講義が行われた。
また、2015年には「広瀬香美合唱団」を設立した。同合唱団のテーマ曲は「最高のエンディングを共に」である（2016年発売のアルバム『25th プレイリスト』に収録）。
レギュラー番組としては、2012年10月から12月までNHK Eテレにて『趣味Do楽 「誰でも歌はうまくなる!〜広瀬香美のボーカル・レッスン〜」』を担当。またその話術が買われ、2013年4月（春改編）よりニッポン放送にて『広瀬香美 ミュージックwith』を15年春改編まで、同年12月よりNHK Eテレにて『趣味Do楽「めざせカラオケ王キング!　〜広瀬香美のボーカル・レッスン PART2〜」』を担当。
2018年5月21日付で株式会社オフィスサーティーとのマネジメント契約を終了し、設立中のMuse Endeavor inc.に移籍を発表した。しかし、オフィスサーティー側は一方的かつ無断で移籍を発表されたとし、5月31日付で「広瀬香美」の芸名を使用した芸能活動の禁止を求めることを明らかにした。その後、8月29日にオフィスサーティーとの間で和解が成立したことを発表した。
2019年12月に公式YouTubeチャンネルを開設。

### 2020年代
2020年になって、気分が落ち込んで明るい新曲が書けない気分転換として、米津玄師やあいみょんらの楽曲をアレンジして歌い上げる「広瀬香美の○○歌ってみた」シリーズを自身のYouTubeチャンネルに投稿し始める。すると、あまりに自由奔放に歌う様が大きな反響を呼んだ。大晦日には、ももいろ歌合戦（BS日テレ・ニッポン放送・AbemaTV）へ初出場。
2021年7月8日、生まれ故郷である和歌山県那智勝浦町のふるさと大使に就任した。
2022年8月13日、VRChat内のイベント『バーチャルマーケット2022 Summer』にて、JVCケンウッド・ビクターのブース内にバーチャル出演。当初は出展の予定は無かったが、VRChat内で撮影された「ロマンスの神様」のフェイスダンス動画がTwitter上で流行したことを受け、開催直前になって急遽追加が決定した。同ステージでは2007年にニコニコ動画で流行した「promise」のダンス動画(通称「ゲッダンダンス」)を本人のアバターによるバーチャル演奏に合わせて、観客が再現することができ、インターネット上で話題となった二大ミームが揃って公式コンテンツとして採用されることとなった。また、これをきっかけに、メタバースでの活動に興味を持ち、VRChatで遊んでいる動画を自身のYouTubeチャネルに上げるなど、活動の範囲を広げている。
2023年7月18日、世界最大級のメタバースイベント『バーチャルマーケット2023 Summer』にてJVCケンウッド、ダンサー・タイガと共に出演し、『1時間でTwitter（現・X）に投稿された振り付けされたダンスを踊るアバターのビデオの最多数』という項目でギネス世界記録に挑戦し、達成した。
内容は、バーチャルマーケット2023Summer内もしくはVketCloud内『JVCケンウッド』ブースにてアバター姿で広瀬の楽曲『ゲレンデがとけるほど恋したい』のダンス動画を撮影し、#広瀬香美ギネス世界記録 または #HirosekohmiGWR をつけてツイートというもの。
ギネス世界記録達成後、自身の住むアメリカへギネス世界記録認定証が送られ、自身のインスタグラムにて「『ゲレンデがとけるほど恋したい』のダンスを踊ってTwitterにたくさんの投稿を頂いた皆様、ありがとうございました。」とコメントした。

## 人物
歌手活動に留まらず、作曲家・作詞家・音楽監督としても多彩なプロデュース・ワークを行っている。現在、ハワイ(ホノルル)に拠点を置き活動中である。ロサンゼルスで発行されている在留邦人向けのフリーペーパー「QOLA」では、レギュラー寄稿者として執筆中である。
音楽活動としては、ドラマ・映画・ミュージカルの音楽監督、多くのアーティストへの作品提供およびプロデュースなどを手がける。またヴォイストレーナーとしても、1999年10月に設立し、自らが校長を務める「広瀬香美音楽学校（旧称Do Dream、2010年7月22日付で改称）」において、生徒の指導にあたっていた。
「冬の女王」の異名を持っており、そのきっかけとなったアルペンとのタイアップを、1993年から2002年、2007年から2016年まで行っていた。
私生活においては、1999年に俳優の大沢たかおと結婚したが、2006年に離婚。2008年10月12日にアメリカ人の一般男性と再婚した。
幼い頃、福岡に引っ越ししてからよく平和台球場に連れられて西鉄ライオンズを応援していたが、ライオンズは1978年のオフに国土計画（西武グループ）へ球団を売却し、本拠地も埼玉県所沢市（西武ライオンズ球場）へ移転。その後東京に出てきて西武ライオンズを再び応援。そして2020年シーズン途中（6月）からチーム名がライオンズとして70周年を迎えた（前身の西鉄クリッパーズが1949年に創設されて、のちの1951年に西鉄ライオンズに変更、球団経営権や本拠地の変更はあってもチーム名のライオンズは変更なし）のを機に「吠えろライオンズ LIONS 70th バージョン」として6月9日よりリリースされる事も発表された。シーズン中は7回裏に西武の攻撃前の際に流す事も発表された（ビジター球場でも7回表の攻撃前に流れている)。

## ディスコグラフィー

### シングル
|      | 発売日         | タイトル                       | 規格   | 規格品番   | 最高位 | 推定売上枚数 | 備考 |
| ---- | -------------- | ------------------------------ | ------ | ---------- | ------ | ------------ | --- |
| 1st  | 1992年12月2日  | 愛があれば大丈夫               | 8cmCD  | VIDL-10300 | 42位   | 112,000枚    | 東映配給映画『病は気から 病院へ行こう2』主題歌                                                               |
| 2nd  | 1993年5月21日  | 二人のBirthday                 | 8cmCD  | VIDL-10352 |        |              | TBS系『自然がいちばん!地球塾』テーマ曲                                                                       |
| 3rd  | 1993年12月1日  | ロマンスの神様                 | 8cmCD  | VIDL-10456 | 1位    | 1,748,000枚  | 1993-1994 アルペン CMソング                                                                                  |
| 4th  | 1994年5月11日  | ドラマティックに恋して         | 8cmCD  | VIDL-10517 | 4位    | 373,000枚    | フジテレビ系ドラマ『上を向いて歩こう!』主題歌                                                                |
| 5th  | 1994年12月1日  | 幸せをつかみたい               | 8cmCD  | VIDL-10588 | 6位    | 454,000枚    | 1994-1995 アルペン CMソング                                                                                  |
| 6th  | 1995年5月24日  | 愛はバラード                   | 8cmCD  | VIDL-10660 | 41位   | 43,000枚     | 住友生命 CMソング                                                                                            |
| 7th  | 1995年12月1日  | ゲレンデがとけるほど恋したい   | 8cmCD  | VIDL-10725 | 6位    | 384,000枚    | 1995-1996 アルペン CMソング 東宝配給映画『ゲレンデがとけるほど恋したい。』主題歌                             |
| 8th  | 1996年11月11日 | DEAR...again                   | 8cmCD  | VIDL-10795 | 7位    | 336,000枚    | 1996年後期アルペンCMソング                                                                                   |
| 9th  | 1997年1月1日   | 真冬の帰り道                   | 8cmCD  | VIDL-10789 | 10位   | 215,000枚    | 1997年前期 アルペン CMソング                                                                                 |
| 10th | 1997年7月24日  | 夏だモン                       | 8cmCD  | VIDL-30051 | 34位   | 27,000枚     | TBS系ドラマ『金のたまご』主題歌                                                                              |
| 11th | 1997年11月27日 | promise                        | 8cmCD  | VIDL-30099 | 4位    | 542,000枚    | 1997年後期 アルペン CMソング                                                                                 |
| 12th | 1998年1月15日  | ピアニシモ                     | 8cmCD  | VIDL-30168 | 22位   | 66,000枚     | 1998年前期 アルペン CMソング                                                                                 |
| 13th | 1998年9月23日  | Groovy!                        | 8cmCD  | VIDL-30249 | 67位   | 4000枚       | NHK教育アニメ『カードキャプターさくら』第1期エンディングテーマ                                               |
| 14th | 1998年12月2日  | ストロボ                       | 8cmCD  | VIDL-30379 | 5位    | 338,000枚    | 1998年後期 アルペン CMソング                                                                                 |
| 15th | 1999年1月21日  | I Wish                         | 8cmCD  | VIDL-30393 | 15位   | 85,000枚     | 1999年前期 アルペン CMソング                                                                                 |
| 16th | 1999年11月20日 | 恋のベスト10                   | 8cmCD  | VIDL-30469 | 33位   | 32,000枚     | 1999年後期 アルペン CMソング                                                                                 |
| 17th | 2000年1月13日  | BEGIN 〜いくつもの冬を越えて〜 | 12cmCD | VICL-35103 | 26位   | 17,000枚     | 2000年前期 アルペン CMソング                                                                                 |
| 18th | 2000年3月23日  | Only One 〜オンリー・ワン〜    | 12cmCD | VICL-35126 | 78位   | 2000枚       | サンリオピューロランド「ハローキティ ドリーム レビューワン」テーマ曲                                         |
| 19th | 2000年11月22日 | More More Love Winters         | 12cmCD | VICL-35213 | 18位   | 69,000枚     | 2000年後期 アルペン CMソング                                                                                 |
| 20th | 2001年1月24日  | Search-Light                   | 12cmCD | VICL-35223 | 23位   | 34,000枚     | 2001年前期 アルペン CMソング                                                                                 |
| 21st | 2001年9月21日  | 黄昏                           | 12cmCD | VICL-35299 | 47位   | 6000枚       | 初のノンタイアップ・シングル                                                                                 |
| 22nd | 2001年12月5日  | Velvet                         | 12cmCD | VICL-35336 | 42位   | 13,000枚     | 2001年後期 アルペン CMソング                                                                                 |
| 23rd | 2002年1月23日  | 月の下で逢いましょう           | 12cmCD | VICL-35344 | 44位   | 6000枚       | 2002年前期 アルペン CMソング                                                                                 |
| 24th | 2004年11月17日 | 日付変更線                     | 12cmCD | VICL-35719 | 90位   | 2000枚       | |
| 25th | 2006年2月15日  | GIFT/愛は特効薬                | 12cmCD | VICL-35967 | 85位   | 3000枚       | NTV系『DRAMA COMPLEX 時代屋の女房』主題歌 （GIFT) TBS系ドラマ『愛の劇場 病院へ行こう!』主題歌 （愛は特効薬） |
| 26th | 2009年12月16日 | とろけるリズム                 | 12cmCD | VICL-36557 |        |              | 2009-2010 アルペン CMソング                                                                                  |

### 配信限定シングル
1. サタデー☆ラバーズ E.P（2008年1月30日）
2. 愛があれば大丈夫 -08'Remastering（2008年7月23日）
3. 笑顔の女神様（2011年4月22日）iTunes/Apple Music限定
  - 東日本大震災チャリティーソング
  - Panasonic 企業CM
4. ストレートに好きと言おう（2013年12月20日）
  - 「ストレートに好きと言おう」（2013-2014 アルペン CMソング）収録
5. ロマンスの神様（2016年10月12日)
  - 25周年記念シングル
  - 「出会いの奇跡を大切に」（2015-2016 アルペン CMソング）収録
6. 君にセレナーデ（2022年1月15日)
  - 30周年記念シングル
  - テレビ東京系列ウィンタースポーツテーマソング
7. Venus Line（2022年4月6日）
  - テレビ東京系列アニメ『BIRDIE WING -Golf Girls' Story-』 season1, 2 オープニングテーマ曲
8. プレミアムワールド（2022年11月23日）
9. ラーメン地球号（2024年6月26日）
  - NHK『みんなのうた』2024年6月〜7月

### コラボレーション・シングル
| 名義                    | 発売日         | タイトル                   | 規格                   | 規格品番              | 最高位 |
| ----------------------- | -------------- | -------------------------- | ---------------------- | --------------------- | ------ |
| 稲垣潤一&広瀬香美       | 2009年11月18日 | クリスマスキャロルの頃には | 12cmCD                 | UICZ-5044             |        |
| キム・ドンワン×広瀬香美 | 2011年8月24日  | My Summer Girl             | 12cmCD+DVD 12cmCD      | POCE-92007 POCE-32007 |        |
| TUBE×広瀬香美           | 2025年6月25日  | ロマンス・イン・ザ・サン   | デジタル・ダウンロード |                       |        |

### アルバム
|      | 発売日         | タイトル              | 規格 | 規格品番   | オリコン | 推定売上枚数 |
| ---- | -------------- | --------------------- | ---- | ---------- | -------- | ------------ |
| 1st  | 1992年7月22日  | Bingo!                | CD   | VICL-324   |          |              |
| 2nd  | 1993年3月24日  | GOOD LUCK!            | CD   | VICL-373   | 50位     | 25,000枚     |
| 3rd  | 1993年12月16日 | SUCCESS STORY         | CD   | VICL-489   | 2位      | 495,000枚    |
| 4th  | 1994年12月16日 | Harvest               | CD   | VICL-618   | 3位      | 360,000枚    |
| 5th  | 1995年12月16日 | Love Together         | CD   | VICL-725   | 10位     | 349,000枚    |
| 6th  | 1997年2月5日   | welcome-muzik         | CD   | VICL-853   | 1位      | 271,000枚    |
| 7th  | 1998年1月15日  | rhapsody              | CD   | VICL-60163 | 2位      | 377,000枚    |
| 8th  | 1999年12月16日 | Music D.              | CD   | VICL-60521 | 6位      | 197,000枚    |
| 9th  | 2004年12月16日 | LOVEBIRD              | CD   | VICL-61545 | 44位     | 15,000枚     |
| 10th | 2006年11月22日 | Gift+                 | CD   | VICL-62173 | 69位     | 4000枚       |
| 11th | 2008年12月3日  | Making My Life Better | CD   | VICL-63134 | 162位    | 1000枚       |
| 12th | 2012年12月5日  | And.Love.Again.       | CD   | VICL-63951 | 205位    |              |

### ベスト・アルバム
|      | 発売日                        | タイトル                                                   | 規格                             | 規格品番                    | オリコン | 推定売上枚数 |
| ---- | ----------------------------- | ---------------------------------------------------------- | -------------------------------- | --------------------------- | -------- | ------------ |
| 1st  | 1998年11月11日 2004年9月22日  | 広瀬香美 THE BEST "Love Winters"                           | CD                               | VICL-60305 VICL-41115       | 2位      | 1,903,000枚  |
| 2nd  | 2001年11月8日 2004年9月22日   | 広瀬香美 THE BEST Love Winters〜ballads                    | CD                               | VICL-60793 VICL-41116       | 6位      | 172,000枚    |
| ‐    | 2007年02月21日 2009年03月18日 | THE BEST Love Winters&ballads                              | 2CD                              | VICL-62262 VICL-63320       | 106位    |              |
| 3rd  | 2007年12月5日                 | Alpen Best Kohmi Hirose                                    | CD                               | VICL-62654                  | 48位     | 20,000枚     |
| 4th  | 2009年12月16日                | タイアップコレクション〜広瀬香美のテレビで聴いたあの曲達〜 | CD                               | VICL-63514                  | 48位     | 11,000枚     |
| 5th  | 2010年12月15日                | 名曲アルバム                                               | CD                               | VICL-63699                  | 221位    | 700枚        |
| 6th  | 2011年11月23日                | SINGLE COLLECTION                                          | 2CD(HQCD)                        | VICL-75001                  | 56位     |              |
| 7th  | 2014年12月3日                 | Winter High!! 〜Best Of Kohmi's Party〜                    | CD                               | VICL-64240                  | 112位    |              |
| 8th  | 2016年11月2日                 | 25thプレイリスト                                           | CD+DVD CD                        | VIZL-1061 VICL-64659        | 52位     |              |
| 9th  | 2019年1月23日                 | THE BEST "1992-2018" + "雪"Setlist Non-Stop Mix            | 3CD+Special Winter Package 3CD   | VIZL-1506 VICL-65095        |          |              |
| 10th | 2019年11月27日                | WINTER TOUR 2020 "SING" + Live at Blue Note Tokyo          | 3CD+ブックレット                 | VIZL-1688                   |          |              |
| 11th | 2022年11月30日                | Kohmi30th                                                  | 3SHM-CD+2LP+BOOK 3SHM-CD+BOOK1CD | NZS-895 VIZL-2102 VICL70265 |          |              |

### カバー・アルバム
|     | 発売日                      | タイトル                  | 規格 | 規格品番              | 最高位 | 推定売上枚数 |
| --- | --------------------------- | ------------------------- | ---- | --------------------- | ------ | ------------ |
| 1st | 1997年8月21日 2008年3月26日 | Thousands of Covers Disc1 | CD   | VICL-60053 VICL-62813 | 28位   | 22,000枚     |
| 2nd | 2010年1月20日               | DRAMA Songs               | CD   | VICL-63515            | 60位   | 6,000枚      |
| 3rd | 2011年11月23日              | Love X'mas                | CD   | VICL-63806            | 285位  |              |
| 4th | 2020年12月15日              | Admiral's Good Time       | CD   | KA2C-0009             | 19位   |              |
| 5th | 2021年1月27日               | 歌ってみた 歌われてみた   | CD   | VICL-65442            | 67位   |              |

### リミックス・アルバム
|     | 発売日        | タイトル         | 規格 | 規格品番   | 最高位 | 備考 |
| --- | ------------- | ---------------- | ---- | ---------- | ------ | ---- |
| 1st | 1995年6月21日 | Beginning Part.2 | CD   | VICL-15043 |        |      |

### 配信限定アルバム
1. ビバ☆ベスト（2009年12月16日）
2. Friday Kohmi 1st Year Compilation（2011年6月24日）iTunes/Apple Music限定
3. friends（2012年7月20日） iTunes/Apple Music限定
4. 冬のCMベスト（2012年12月18日）

### サウンドトラック
| 発売日        | タイトル                                          | 規格 | 規格品番   | 最高位 | 備考                                                  |
| ------------- | ------------------------------------------------- | ---- | ---------- | ------ | ----------------------------------------------------- |
| 1994年5月21日 | 「上を向いて歩こう!」オリジナル・サウンドトラック | CD   | VICL-531   |        | フジテレビ月9ドラマ「上を向いて歩こう!」のサントラ盤｡ |
| 1997年8月8日  | ときめきメモリアル（オリジナル･サントラ）         | CD   | VICL-60074 |        | 映画｢ときめきメモリアル｣のサントラ盤｡                 |

### 映像作品
| 発売日         | タイトル                                          | 規格    | 規格品番         | 備考 |
| -------------- | ------------------------------------------------- | ------- | ---------------- | ---- |
| 2000年12月6日  | hirose kohmi THE VIDEO Love Winters               | VHS DVD | VIVL-255 VIBL-27 |      |
| 2004年09月22日 | hirose kohmi THE VIDEO Love Winters               | DVD     | VIBL-192         |      |
| 2008年11月19日 | hirose kohmi THE VIDEO Love Winters               | DVD     | VIBL-548         |      |
| 2002年3月21日  | Kohmi Hirose The Live Winter Collection 2001-2002 | VHS     | VIVL-279         |      |
| 2004年09月22日 | Kohmi Hirose The Live Winter Collection 2001-2002 | DVD     | VIBL-193         |      |
| 2008年11月19日 | Kohmi Hirose The Live Winter Collection 2001-2002 | DVD     | VIBL-549         |      |
| 2007年12月5日  | Tour 2007 GIFT+♪幸せは冬にやってくる♪             | DVD     | VIBL-399         |      |

## 主な提供曲
- 秋本祐希
  - SWEET HOLIDAYS（1998年） 作詞・作曲（編曲：本間昭光）
  - Distance（1998年） 作曲（作詞：秋本祐希、編曲：本間昭光）
- 安達祐実
  - 魔法を信じるかい?（1996年） 作詞・作曲（編曲：本間昭光）
- 安倍なつみ
  - 愛がある場所（ミュージカル・白蛇伝 〜White Lovers〜）（2006年） 作詞・作曲（編曲：菅野祐悟）
  - 愛は人だけのものですか?（ミュージカル・白蛇伝 〜White Lovers〜）（2006年） 作曲（作詞：斉樹潤哉、編曲：菅野祐悟）
- ANZA
  - 扉をあけて（1999年） 作曲（作詞：きくこ、編曲：亀田誠治）
- 石井ゆき
  - プラチナ・ラブ（1999年） 作曲（作詞：川咲そら、編曲：本間昭光）
- 石嶺聡子
  - はじめてを探さなくちゃ（1997年） 作詞・作曲（編曲：小林信吾）
  - 摩天楼のヒーロー（1997年） 作詞・作曲（編曲：重実徹）
  - 神様に感謝して（1997年） 作曲（作詞：川咲そら、編曲：小林信吾）
- 岩崎宏美
  - PAIN（1997年） 作曲（作詞：青木せい子、編曲：佐藤竹善）
- 上戸彩
  - Smile for...（2009年） 作詞・作曲（編曲：井上ヨシマサ）
- 内田有紀
  - TENCAを取ろう!〜内田の野望〜（1994年） 作詞（川咲そらと共作、作曲：筒美京平、編曲：松本晃彦）
  - 幸せになりたい（1996年） 作詞・作曲（編曲：本間昭光） - 広瀬もセルフカバーしている（ベスト・アルバム『広瀬香美 THE BEST"Love Winters"』に収録）。
- OCHA NORMA
  - ちょっと情緒不安定?…夏（2023年） 作詞・作曲（編曲：炭竃智弘）
- 川中美幸
  - 人生賭けてます（1997年） 作詞・作曲（編曲：本間昭光・広瀬）
  - 南へ旅しませんか（1997年） 作詞・作曲（編曲：本間昭光・広瀬）
  - 美幸のお願い数え唄（1997年） 作詞・作曲（編曲：飯田高広・広瀬）
アルバム『ふたりの美幸 麗人麗歌/人生賭けてます』（1997年発売）には、上記3曲に加え、広瀬のシングル曲カバーが3曲収録されている（「DEAR...again」「愛はバラード」「真冬の帰り道」）。
- 神崎まき
  - 地震・カミナリ・火事・わたし（1994年） 作詞・作曲（編曲：小森田実）
  - わたしがイチバン!!（1995年） 作詞・作曲（編曲：小森田実）
TBS系テレビドラマ『カミさんの悪口2』主題歌。放送当初は「地震・カミナリ…」が主題歌だったが、阪神・淡路大震災の影響で急遽「わたしが…」としてリメイク・CDリリースされた。
- 貴島サリオ
  - Positiveで行こう!（1993年） 作詞・作曲（編曲：清水信之）
- グミ
  - Catch You Catch Me（1998年） 作詞・作曲（編曲：本間昭光・広瀬）
『カードキャプターさくら』第1期オープニングテーマ。また、前述の通り同作の第1期エンディングテーマは広瀬自身が作詞、作曲、歌唱を担当している。
- 郷ひろみ
  - ゆっくり恋しよう（1997年） 作詞・作曲（編曲：本間昭光）
  - 好きになっていいんだね（1997年） 作曲（作詞：松井五郎、編曲：本間昭光）
  - きみにMISS YOU（1998年） 作曲（作詞：郷ひろみ、編曲：本間昭光）
- 猿岩石
  - バイトの最後の日（1997年） 作曲（作詞：高井良斉、編曲：亀田誠治）
- 椎名法子
  - 青空だけが空じゃない（1999年） 作曲（作詞：秋元康、編曲：K.C.RINGS）
- 篠原涼子
  - 平凡なハッピーじゃ物足りない（1996年） 作詞・作曲（編曲：CHOKKAKU）
  - 黄色いシグナル（1996年） 作曲（作詞：川咲そら、編曲：田辺恵二）
- 島谷ひとみ
  - Remember of you（2002年） 作詞・作曲（編曲：前嶋康明）
  - マシュマロ（2002年） 作詞・作曲（編曲：田辺恵二）
  - 赤い砂漠の伝説（2003年） 作曲（作詞：小幡英之、編曲：田辺恵二）
- 下川みくに
  - BELIEVER〜旅立ちの歌〜（1999年） 作詞・作曲（編曲：井上ヨシマサ）
  - アドレナリン（1999年） 作詞・作曲（編曲：井上ヨシマサ）
  - If〜もしも願いが叶うなら〜（1999年） 作詞・作曲（編曲：高橋圭一）
  - 幸せのパスポート（1999年） 作詞・作曲（編曲：高橋圭一）
  - 2000EXPRESS（1999年） 作詞・作曲（編曲：井上ヨシマサ）
  - たぶんオーライ（1999年） 作詞・作曲（編曲：井上ヨシマサ）
  - surrender（2000年） 作詞・作曲（編曲：亀田誠治）
  - トキメキ・ラッシュで行きましょう （2000年） 作曲（作詞：有里泉美、編曲：高橋圭一）
  - Never Stop（2000年） 作詞・作曲（編曲：水島康貴）
  - 愛の奇跡(ミラクル)（2000年） 作詞・作曲（編曲：水島康貴）
  - This is Pop（2000年） 作曲（作詞：川咲そら、編曲：高橋圭一）
  - し・か・ら・れ・て（2000年） 作詞・作曲・編曲
  - I WANNA BE FREE（2000年） 作詞・作曲（編曲：水島康貴）
  - サヨウナラ! 20世紀の僕たち（2000年） 作曲（作詞：川咲そら、編曲：高橋圭一）
- 少年隊
  - 見れば見るほど…（1999年） 作曲（作詞：錦織一清、編曲：船山基紀）
  - 数千マイルから君を（2000年） 作曲（作詞：錦織一清、編曲：本間昭光）
- 「少年隊」名義の錦織ソロ楽曲。
- SILVA
  - メトロのように（2002年） 作曲（作詞：SILVA、編曲：高橋圭一）
- スージー・カン
  - 記念日の食卓（1998年） 作曲（作詞：きくこ、編曲：小倉泰治）
  - 淡い夢の向こうへ（1998年） 作曲（作詞：きくこ、編曲：小倉泰治）
- 相馬裕子
  - 星に願いを（1996年） 作詞・作曲（編曲：武部聡志）
- タイナカサチ
  - もう キスされちゃった（2008年） 作詞・作曲（編曲：湯浅篤）
- DECAメロン
  - 恋するギャンブラー（1995年） 作詞・作曲（編曲：米光亮） - 広瀬もセルフカバーしている（アルバム『Love Together』収録、編曲は広瀬）。
- tohko
  - FOR A LONG TIME（2000年） 作曲（作詞：tohko・MARC、編曲：重実徹）
- TUBE
  - おかげサマー（2015年） 作詞・作曲（編曲：tasuku）
- 西田彩栞
  - memories（1999年） 作詞・作曲（編曲：高橋圭一）
  - マイガール〜悲しみぶっとばせ〜（1999年） 作詞・作曲（編曲：高橋圭一）
- PaniCrew
  - コイバナ（2002年） 作詞・作曲（編曲：野崎貴潤）
- はるな愛
  - 夏 凸凹ラブ（2009年）作詞・作曲（編曲：平田祥一郎）
- 広末涼子
  - summer sunset（1998年） 作詞・作曲（編曲：藤井丈司）
  - NNNN〜キッス!（1998年） 作詞・作曲（編曲：藤井丈司）
- 吹石一恵
  - セピアの夏のフォトグラフ（1997年） 作詞・作曲（編曲：本間昭光・広瀬）
- 福田沙紀
  - 幸せのテレパシー（2005年） 作詞・作曲（編曲：井上ヨシマサ）
- 福島和可菜
  - Surpriseちょい足し（2011年） 作詞・作曲（編曲：安部潤）
  - Morning Girl（2011年） 作詞・作曲（編曲：安部潤）
- 福山潤
  - プレミアムLove Song（2011年） 作詞・作曲（編曲：井上ヨシマサ）
- 干場かなえ
  - 彼方の彼の方（2009年） 作詞・作曲（編曲：羽毛田丈史）
- 未来-MIKU-
  - 素直になれなくて（2002年） 作詞・作曲（編曲：野崎貴潤）
  - 桜待ち（2003年） 作詞・作曲（編曲：野崎貴潤）
- misono
  - 私色（2009年） 作曲（作詞：misono、編曲：井上慎二郎）
  - 僕らスタイル（2009年） 作詞・作曲（編曲：西川進）
- ミュージックてれびくん（MTK）
  - HONEYBEAT（MO-SHI-YA・2000年） 作詞・作曲（編曲：島津正多）
  - www.access.me（c@mo.ne・2000年） 作詞・作曲（編曲：島津正多）
- 室瀬美紀
  - ごはんを食べよう（1997年） 作詞・作曲（編曲：亀田誠治・広瀬）
  - OFF（1997年） 作詞・作曲（編曲：亀田誠治・広瀬）
- ももいろクローバーZ
  - 泣いちゃいそう冬（2013年） 作詞・作曲（編曲：本間昭光）
- 森川美穂
  - 恋していれば大丈夫（1994年） 作曲（作詞：高橋研、編曲：米光亮）
  - 優しくしないで（1994年） 作曲（作詞：森川美穂、編曲：佐藤準）
- 森口博子
  - LUCKY GIRL〜信じる者は救われる〜（1994年） 作詞・作曲・編曲 - 広瀬もセルフカバー（シングル「幸せをつかみたい」カップリング）。
  - 会いたくて会えなくて（1994年） 作詞・作曲・編曲
  - 両手を広げて（1997年） 作曲（作詞：川咲そら、編曲：本間昭光）
  - もらったBath Salt（1997年） 作曲（作詞：森口博子、編曲：本間昭光）
  - Gin-Marrige（1997年） 作曲（作詞：川咲そら、編曲：本間昭光）
  - 一人じゃないよ（1997年） 作曲（作詞：川咲そら、編曲：門倉聡）
  - SAY SAY SAY（1998年） 作詞・作曲（編曲：亀田誠治）
  - 愛していることも言えずに…（1998年） 作曲（作詞：きくこ、編曲：亀田誠治）
- 山口リエ
  - ときめきはひとりぼっち（1993年） 作曲（作詞：原真弓、編曲：根岸貴幸）
  - キューピッドは知ってるの（1993年） 作曲（作詞：原真弓、編曲：根岸貴幸）
  - クローバーが咲いたから…（1994年） 作曲（作詞：原真弓、編曲：根岸貴幸）
- ユン・サンヒョン
  - 夏のトランク（2010年） 作詞・作曲（編曲：中野定博）
- YOYOYO
  - 花も嵐も乗り越えて（1996年） 作詞・作曲・編曲
  - 愛されましょう（1996年） 作詞・作曲・編曲

## プロデュース
- フジテレビ系ドラマ『上を向いて歩こう!』 音楽監督
- ミュージカル『ガールズ・タイム』 音楽監督
- 映画『ときめきメモリアル』 音楽プロデュース
- ミュージカル『白蛇伝〜White Lovers〜』（2006年11月、ル・テアトル銀座） 音楽監督

## コンサート

### Kohmi EXPO
- Kohmi EXPO 2023
2023年7月8日 - 品川プリンスホテル　クラブeX

- Kohmi EXPO 2024
2024年6月29日 - The Garden Hall

- Kohmi EXPO 2025（予定）
2025年8月27日 - LINE CUBE SHIBUYA（渋谷公会堂）

### ディナーショー
- 広瀬香美 Winter Tour 2011 香美別邸ディナーショー
  - 2010年12月22日 - シーサイドホテル舞子ビラ神戸
  - 2010年12月24日 - ウェスティンナゴヤキャッスル

※ツアータイトルは2011であるが、実施日は2010年である。
- クリスマスディナーショー2011
  - 2011年12月4日 - 釧路プリンスホテル
  - 2011年12月22日 - リーガロイヤル大阪
  - 2011年12月24日 - 品川ガーデンシティー

- クリスマスディナーショー2012
  - 2012年12月9日 - 新富良野プリンスホテル
  - 2012年12月11日 - ホテルハマツ
  - 2012年12月12日 - 富士山温泉 ホテル鐘山苑
  - 2012年12月22日 - ANAクラウンプラザホテルグランコート名古屋

- 広瀬香美 with JP弦楽四重奏 X'mas Dinner Show
  - 2013年12月22日 - Billboard Live東京

- 広瀬香美 X'MAS DINNER SHOW 2014
  - 2014年12月21日 - ノボテル甲子園（甲陽の間）
  - 2014年12月23日 - 高山グリーンホテル（天山の間）

- ディナーショー2015
  - 2015年12月15日 - ホテル青森（孔雀の間）

- 広瀬香美 クリスマスディナーショー 2020
  - 2020年12月21日 - 新高輪プリンセスホテル

- Christmas Dinner Show 2021
  - 2021年12月23日 - 新高輪プリンセスホテル

- 香美別邸 クリスマスディナーショー 2023
  - 2023年12月17日 - ホテルニューオータニ佐賀
  - 2023年12月19日 - 名古屋観光ホテル
  - 2023年12月23日 - シェラトン都ホテル大阪
  - 2023年12月25日 - 京王プラザホテル

### 単発コンサート
- 広瀬香美 presents HAPPY VALENTINE CONCERT with 東京フィルハーモニー交響楽団
2006年2月10日 - 東京オペラシティ コンサートホール:タケミツ メモリアル

- 香美別邸2012
2012年11月30日 - ホクト文化ホール

- 広瀬香美 with JP弦楽四重奏コンサート
2013年3月22日 - 那須野が原ハーモニーホール

- 香美別邸2013
2013年11月14日 - 入善コスモホール

- ブルボンPresents ギンザめざましクラシックス Vol.70
2014年12月17日 - 王子ホール

- 広瀬香美 Silent Night
2014年12月24日 - よみうり大手町ホール

- 広瀬香美 Silent Nightコンサート 2015
2015年12月9日 - よみうり大手町ホール

- 香美別邸 クリスマスナイト with DOSHIN合唱団
2015年12月18日 - ザ・ルーテルホール

- Winter ピアノソロ・コンサート二部制
2015年12月20日 - TKPガーデンシティ品川

- 「香美別邸 クリスマスナイト 2018」 〜ピアノ弾き語りライブ〜
2018年12月23日 - 沖縄コンベンションセンター

- 広瀬香美コンサート with 東京ニューシティー管弦楽団
2020年11月18日 - LINE CUBE SHIBUYA（渋谷公会堂）

- 2021 JCI HANDA Innovation Summit 広瀬香美 コンサート&トークライブ
2021年11月20日 - 半田市福祉文化会館

- ホテルニューオータニ高岡開業35周年記念 広瀬香美Live＆Dinner
2022年2月22日 - ホテルニューオータニ高岡

- 広瀬香美 Akakan Live 〜Happy Smile〜
2022年2月23日 - 赤倉観光リゾートスキー場

- 広瀬香美 Akakan Live 2023
2023年2月23日 - 赤倉観光リゾートスキー場

- RKKCS サンクスマッチ 広瀬香美応援スペシャルライブ
2023年5月28日 - えがお健康スタジアム

- 門真市制施行60周年記念ふるさと門真まつり 直前スペシャル 広瀬香美 プレミアムコンサート
2023年7月6日 - 門真市民文化会館

- 【奈良テレビ放送開局50周年記念】香美別邸2023 in 奈良
2023年11月11日 - なら100年会館

- ホワイトワールド尾瀬岩鞍 50周年記念 広瀬香美 SPECIAL LIVE
2024年2月25日 - ホワイトワールド尾瀬岩鞍

- 広瀬香美スペシャルコンサート〜門真の星大使就任記念〜
2024年12月1日 - 門真市民文化会館

### イベント出演
- Menicon presents Premium meets Premium 2008
2008年12月24日 - 浜離宮朝日ホール

- PLATINUM LIVE 2012
2012年4月29日 - 新国立劇場

- 木島平 SNOW LOVERS～愛とか、恋とか、出会いとか
2024年2月24日 - スノーリゾートロマンスの神様

- 門真の星大使 就任イベント
2024年4月20日 - ららぽーと門真・三井アウトレットパーク

- オトナのX‘mas Party
2024年12月22日 - 佐賀アリーナ

- NOEL LEON 2024
2024年12月23日 - グランドハイアット東京

- 木島平 SNOW LOVERS 2025
2025年1月12日 - スノーリゾートロマンスの神様

- OSAKA Classic Car EXPO
2025年4月20日 - 万博記念公園

- 大阪ウィーク“大阪の祭！～EXPO2025 秋の陣～”（予定）
2025年9月5日 - 大阪・関西万博会場

### ゲスト参加
- ap bank fes '08
2008年7月20日 - つま恋リゾート 彩の郷

- KOBE ROMANCE AWARD2011
2011年6月19日 - ホームズスタジアム神戸

- ももいろクローバーZ 春の一大事 2013 西武ドーム大会
2013年4月14日 - 西武ドーム

- 東京オートサロン2020「AUTO SARON SPECIAL LIVE」
2020年1月11日 - 幕張メッセ

- STREET PIANO in 日本武道館 ～ハラミちゃん947日目のキセキ～
2022年1月4日 - 日本武道館

- THE IDOLM@STER CINDERELLA GIRLS Twinkle LIVE Constellation Gradation
2022年11月28日 - 西武ドーム

- The Night Tempo Show 2024
2024年2月15日 - Zepp Shinjuku

## 出演

### ラジオ
- 広瀬香美 ラジオdeフォロ〜ミ〜（2010年10月4日 - 2011年4月1日、ニッポン放送他全国35局ネット）
- 広瀬香美のオールナイトニッポンGOLD（2011年4月6日 - 2013年3月27日ニッポン、放送他全国19局ネット）
- 広瀬香美 ミュージックwith（2013年4月 - 2015年3月27日、ニッポン放送他）

### テレビ
- ｢趣味Do楽｣ 【誰でも歌はうまくなる!広瀬香美のボーカルレッスンPart 2】（2013年12月 - 2014年1月、NHK Eテレ）

### テレビドラマ
- ｢ゲレンデ飯｣（2025年4月9日 - 4月23日 、MBS・TBS） - 古井神 役[31]

### インターネット
- SoftBank presents「Friday Kohmi」（2010年5月 -、Ustream）
- 広瀬香美の「今日から歌がうまくなる！歌い方教室」（2011年8月 -、ニコニコ生放送
- 「TikTok夏フェス2020~この夏聴いた音楽を一生の思い出に~」Summer Music Camp - Day 1(2020年8月9日（日）、TikTok Live)
- 「a-nation Online 2020」(2020年8月29日（土）、A-nation)

### CM・広告
- 日本蒸留酒酒造組合「自由なお酒・焼酎甲類」キャンペーン『「焼酎甲類、歌ってみた篇』（2021年4月 - ）[32]
- 宝くじ「年末ジャンボ宝くじ」（2021年）

## 著書
- 『今日から歌がうまくなる! 広瀬香美の歌い方教室』ディスカヴァー・トゥエンティワン、2011年4月。ISBN 978-4799310069。
- 『つながる力』ディスカヴァー・トゥエンティワン、2009年12月。ISBN 978-4-88759-774-7。